# Rancho Nuevo Villa de Guadalupe
Rancho Nuevo Villa de Guadalupe är en ort i Mexiko.   Den ligger i kommunen San Miguel de Allende och delstaten Guanajuato, i den centrala delen av landet, 250 km nordväst om huvudstaden Mexico City. Rancho Nuevo Villa de Guadalupe ligger 1 997 meter över havet och antalet invånare är 180.
Terrängen runt Rancho Nuevo Villa de Guadalupe är platt åt nordost, men åt sydväst är den kuperad. Runt Rancho Nuevo Villa de Guadalupe är det ganska tätbefolkat, med 96 invånare per kvadratkilometer. Närmaste större samhälle är San Miguel de Allende, 17,1 km öster om Rancho Nuevo Villa de Guadalupe. I omgivningarna runt Rancho Nuevo Villa de Guadalupe växer huvudsakligen savannskog.